# バード (ダンジョンズ&ドラゴンズ)
バードは、ファンタジー・ロールプレイングゲーム『ダンジョンズ&ドラゴンズ』（D&D）に登場するキャラクタークラスの一つ。
バードは、D&Dの多くの版で使用可能なクラスである。その名は「吟遊詩人」を意味するが、多才なクラスであり、戦闘と魔法の両方を操ることができる。バードは芸術的才能を用いて、魔法の効果を引き起こす。このクラスは、「ハーメルンの笛吹き男」のような物語で、音楽が持つ特別な魔力に大まかに基づいており、初期の版ではケルトの「フィリ」や北欧の「スカルド」に似た存在だったが、これらの要素は後期の版ではほとんど削除されている。バードのインスピレーションとして挙げられる人物には、タリエシン、ホメーロス、ウィル・スカーレット、アラン・ア・デイルなどがいる。

## 創作の起源
「bard」というクラス名自体はケルト語に由来し、古ケルト語の「bardo」から派生し、ゲール語の「bard」を生んだ。この用語は「詩人歌手」を意味し、英語では「放浪の吟遊詩人」として導入された。ケルト語の「bardo」は、インド・ヨーロッパ祖語の「gwredho（賛美する者）」から派生した可能性もある。D&Dのバードは、北欧の「スカルド」、ケルトの「バード」、南欧の「ミンストレル」という、少なくとも3種類の吟遊詩人要素を混合した存在である。歴史的に「bard」という言葉は、ウェールズ人にとっては「大きな尊敬の念を込めた言葉」であったが、スコットランド人にとっては「軽蔑の対象」（彼らは彼らを「放浪のトラブルメーカー」と見なしていた）であった。しかし後世になると、ウォルター・スコットによって「より古代的な意味での『抒情詩人、歌手』」として理想化されるようになった。歴史を通じてバードは多様な形態で存在し、バードの伝統は、個人的アプローチ、公衆の認識、歴史的文脈の多くのバリエーションを包含している。

## 出版物での歴史

### Original Dungeons & Dragons
『OD&D』では、「バード」は芸術的な表現を通じて魔法にアクセスする概念を軸にしたプレイ可能なクラスである。最初は存在しなかったが、『The Strategic Review』Volume 2, Number 1で初登場した。バードは伝統的に「詩人、特に情熱的な、抒情的な、または叙事詩的な詩を書く者」と定義されている。

### Advanced Dungeons & Dragons第1版
『AD&D第1版』における「バード」は、キャラクター作成時に選択できない特別なクラスだった。キャラクターがバードになるためには、特定の厳しい要件を満たし、複数のクラスでレベルを上げ、その後にバードになる必要があった。AD&D第1版でのバードになるプロセスは、後にD&Dで「上級クラス(Prestige Class)」として標準化されたものと類似していた。
バードになるためには、ヒューマンまたはハーフエルフで非常に高い能力値から始める必要があった。これらの厳しい要件により、バードは最も希少なクラスの一つとなった。バードは、ゲーム開始時ファイターとして始め、5レベルに達した後（ただし8レベルに達する前）、クラスをシーフに変更し、シーフとして5レベルに達した後（ただし9レベルに達する前）、ドルイドとして聖職者の修業を終える必要があった。
バードは限定された数のドルイド呪文を獲得し、どこかで中立であれば任意の属性を持つことができた。AD&Dのデュアルクラスシステムの性質上、バードはファイターとシーフの両方の能力を組み合わせた上で、新たに獲得した知識、ドルイドの呪文、レベル依存のドルイド能力、追加の言語、遭遇する魔法のアイテムに関する伝説的な情報を知る特殊能力、そしてバードの魔法の音楽を聞いたクリーチャーを、確率で自動的に魅了する効果を持っていた。バードは最初にファイターとシーフのレベルを取得する必要があるため、1レベル時点では他のどのクラスよりも強力である。
このヴァージョンのバードは、放浪の吟遊詩人やエンターテイナーというよりも、ドルイドの伝承者としての側面が強い。ただし歌と詩の能力も備えてはいる。

### Advanced Dungeons & Dragons第2版
「バード」は、「ローグ」グループの一つとして、AD&D第2版『PHB』で利用可能なクラスの一つだった。この版で、バードは『PHB』末尾の付録から、標準のクラス一覧に移動された。ここでのバードは、『ドラゴン』#56「Singing a new tune: A Different Bard, Not Quite So Hard」に掲載されたヴァージョンを基にしている。
第2版『PHB』によると、「バード」は特定のケルト詩人に使われた歴史的用語に比べ、より一般的なキャラクターである。書籍では、アラン・ア・デイル、ウィル・スカーレット、アメルギン、さらにはホメロスなど、歴史的・伝説的なバードの例を挙げており、「あらゆる文化には語り手や詩人が存在し、その人物がバード、スカルド、フィリ、ジョングルール、あるいは別の名前で呼ばれるかどうかは関係ない」としている。
バードは、敏捷力12以上、知力13以上、魅力15以上の能力値を必要とし、ヒューマンとハーフエルフのみがなることができた。バードはシーフ以外のクラスで、非ヒューマンが制限なしでレベルアップできる唯一のクラスだった。ヒューマンとハーフエルフはレベル制限を受けなかったため、他のクラスとは異なり、デミヒューマンが対象となるクラスでもレベル制限が適用されなかった。
第2版バードは明確に万能型のクラスであり、シーフの技能（スリ、音を検知、壁を登る、文字を読む）の限定的な選択、ウィザード呪文の限定的な使用、あらゆる武器の熟練度へのアクセス、および一部の特別なバードの音楽能力とバードの知識を有していた。バードは、2レベルからウィザード同様に呪文を獲得し始め、ウィザード同様に呪文書を保持する必要があり、鎧を着用している間は呪文を使用できなかった。また、ウィザード同様アクセス可能なすべての呪文を学ぶことができた。
バード最大の強みは、ゲーム内最速のローグの成長テーブルを使用できる点だった。バードは、自身のクラスレベルを呪文発動レベルとして呪文を唱えることができる。通常、バードはパーティのウィザードよりも高いレベルであるため、彼らが唱えられる呪文はウィザードの呪文よりも強力なものが多かった。呪文発動レベルが上がるほど強力になる呪文（例えば「マジック・ミサイル」や「ファイアーボール」）に特化したバードは、非常に脅威となる呪文使いであった。あらゆる武器を使用できる能力とローグの攻撃力とを組み合わせることで、呪文を使わなくとも魔法のアーマー・クラス強化装備を所持していれば、信頼できる第二線の攻撃要員ともなれた。
この版では、バードは第1版と同じ属性制限を有し、「秩序にして善」、「秩序にして悪」、「混沌にして善」、「混沌にして悪」にはなれなかった。
『The Complete Bard's Handbook』は第2版バードを大幅に拡張し、あらゆる種類のバードを可能にした。これは、ほとんどの種族が口承や芸術的な伝統を守っているという考えからである。このソースブックは、バードとシーフの組み合わせを含む多様なマルチクラスオプションを許可した。ウィザードを許さない種族（コア種族のドワーフやハーフリングを含む）のバードは呪文を使うことができなかったが、代わりに魔法への耐性を獲得した。ウィザード（ただし専門のイリュージョニストに限る）になれるノームはバードになることができたが、イリュージョニストが許可されるスクールに限定された。

### Dungeons & Dragons第3版
『D&D第3版』において、「バード」はAD&D第1版でのドルイドの伝承者から、多才な万能型キャラクターへと進化を続けた。レベルと知力に基づいてほぼ何でも知ることができる「バードの知識」は、ほぼ維持されている。この版では秩序以外であればどの属性でも選択可能となり、「秩序にして中立」は選択できなくなったが、「混沌にして善」や「混沌にして悪」を選択できるようになった。これは、「バードが自由に放浪し、直感と気まぐれに導かれる存在であるため」と説明されている。
D&Dのバードは、実際に「ローグ」の一種と見なされていた放浪の吟遊詩人から着想を得ている。D&Dのバードは伝統に反するわけではなく、定住生活に伴う停滞や腐敗のリスクに抵抗する存在として描かれている。
バードの魔法も再び変更された。ソーサラー同様秘術魔法が使えるが、バードは呪文書や特定の呪文の準備は必要ない。AD&D第2版とは異なり、バードは特定のバードの呪文リストに限定されている。ウィザードや他の秘術呪文使いとは異なり、「キュア・ライト・ウーンズ（クラスの起源であるドルイドの遺産）」のような少数の回復呪文を唱えることができる。
他の能力、例えばバードの音楽や前述のバードの知識などは、第3版の簡素化されたd20システムルールとより互換性のあるように維持されつつも大幅に見直された。以前の能力「Read Language」は、新しいd20スキルである「Decipher Script」に置き換えられ、ファイターとシーフの能力の組み合わせは、武器と防具の能力の組み合わせとして維持された。

#### Dungeons & Dragons第3.5版
2003年に発売された3.5改訂版では、バードにいくつかの地味ながら重要な変更が加えられた。スキルへのアクセスが拡大され、軽装鎧を着用したままバード呪文を唱える能力を獲得した。バードは、鎧を着用した状態で自由に秘術呪文を使える唯一のコア・クラスであり、また「Speak Language」をクラススキルとして持つ唯一のコア・クラスである。
おそらくより重要な点として、バードの代表的な能力の一つである「バードの音楽」が強化され、クラスとより密接に結びつけられた。以前の第3版では、キャラクターが利用できるバードの音楽能力は、そのキャラクターが持つ「Perform」スキルにのみ依存し、バードの成長には依存しなかった。これらの能力は、一度獲得するとほとんど改善されず、高レベルでも新しい能力は追加されませんでした。ただ、バードのレベルが上がるにつれ、音楽の1日あたりの使用回数が増加するだけだった。3.5版では、バードの音楽能力の可用性がバードのレベルと「Perform」スキルの両方に依存するようになっただけでなく、これらの能力のほとんどがバードの成長に伴い大幅に強化された。新たな高レベルバードの音楽効果も導入され、既存の能力も段階的に強化されました。
最後に、この版ではノームの推奨クラスが伝統的な「イリュージョニスト（幻術士）」から「バード」となった。dvatiもバードを推奨クラスとしており、サテュロスもこのクラスを推奨している。フォーゴトン・レルムのソースブック『Unapproachable East』に登場するスター・エルフも、バードを推奨クラスとしている。

### Dungeons & Dragons第4版
「バード」は、『プレイヤーズ・ハンドブックII 第4版』の発売に伴い『D&D第4版』に導入された。第4版の全てのクラス同様、バードの能力はクラス固有のものとなっている。バードは「秘術」のパワー源を持ち、主な役割は「指揮役」であり、副次的な役割は「制御役」となる。その能力の大部分は、魔法の歌を通じて味方を鼓舞し、敵を妨害するものである（ただし、プレイヤーはこれらの能力を自由に描写することができる）。
バードは、多数のクラス技能を持つ万能型の役割を維持している。バードはまた、他のクラスからマルチクラス特技を自由に選択できる点で唯一無二のクラスであり、他のクラスは他の1つのクラスからのみマルチクラス特技を選択可能である。
バードは、ワンド、songblades、魔法の楽器をarcane implementsとして使用できる。『PHB2』に収録されたいくつかの新しい儀式はバードのみが使用でき、現状独自の儀式を持つ唯一のクラスとなっている。

### Dungeons & Dragons第5版
「バード」は、『D&D第5版』の『PHB』においてコア・クラスの一つである。第5版のバードは、「言葉と音楽は単なる空気の振動ではなく、それ自体が力を持つ発声である。バードは歌、言葉、そしてそれらに宿る魔法の達人である」と紹介されている。
バードの呪文詠唱能力は「魅力」の能力値によって決定されるため、パーティーの顔役を務めることが容易である。しかしその汎用性から、プレイヤーが選択するサブクラス（バードの楽派）によっては、バードはあらゆるパーティーの役割をこなす可能性がある。『PHB』によると、バードは知識とパフォーマンスに焦点を当てる「知の楽派」か、戦場で勇気を鼓舞する「勇の楽派」のいずれかに属する。パーティメンバーを鼓舞する能力「バードの声援」は、サブクラスによらないバードの特徴で、プレイヤーはチームメイトの攻撃ロール、能力値判定、またはセーヴィング・スローに追加のダイスを加えることができる。さらに、クラス特徴「なんでも屋」は、習熟ボーナスを得ていない能力値判定に小さなボーナスを加え、別の特徴「習熟強化」は、習熟した技能による能力値判定に大きなボーナスを加える。
バードは独自の呪文リストと、9レベルまでの完全な呪文修得能力を有しているが、クラス特徴「魔法の秘密」により、他のクラスの呪文から限られた呪文を修得でき、全ての技能判定にボーナスを得る。『ザナサーの百科全書（Xanathar's Guide to Everything）』（2017）では、バードの楽派に3つが追加された。魔法で他のクリーチャーを魅了する「惑わしの楽派」、戦闘とダメージ出力に焦点を当てた「剣の楽派」、恐怖で支配する「ささやきの楽派」である。
『Mythic Odysseys of Theros』（2020）では「雄弁の学院」が追加され、その後『ターシャの万物釜（Tasha's Cauldron of Everything）』（2020）において、「創造の楽派」と共に再収録された。

### 2024改訂版
2024年の第5版ルールセット改訂の一環として、後方互換性のある『プレイヤーズ・ハンドブック』（2024）は、既存のプレイヤー・オプションを更新しつつ、ゲームに新たなコンテンツを導入している。バードの3つのサブクラス（惑わしの楽派、知の楽派、勇の楽派）が改訂され、新たなサブクラス「College of Dance」が追加されている。TheGamerのクリス・ストームバーグは、「バードのサブクラスにおける最大の変更点は、バードが古典的な音楽家の枠を超える存在である、という考えに基づくこと」としている。ComicBook.comのクリスチャン・ホッファーとGameRantのシェイナ・ジョシは、基本バードクラスにおける「最大の機能的変更点」として「バードの声援の仕組み」を指摘している。 ホッファーは、それが「小さいながら重要な強化を受けた」と説明した。批評家たちは、クラス特徴「心を守る歌」と「魔法の秘密」の改善にも言及した。

## 評価
Screen Rantは、第5版の12コア・クラスの中で、バードを9番目に強力なクラスと評価した。
The Gamerは、『ザナサーの百科全書』に登場する32の新キャラクター・オプションの中で、第5版のバードのサブクラス「惑わしの楽派」を、「13の素晴らしいサブクラス」の1つとして紹介している。
FiveThirtyEightのGus Wezerekによる第5版のレポートでは、 2017年8月15日から9月15日までにD&D Beyondでプレイヤーが作成したキャラクター10万人あたりのクラスと種族の組み合わせの内、バードは合計7,804で、3番目にプレイヤーの作成数が少ないクラスだったと報告した。最も一般的な種族の組み合わせはハーフエルフ（1,808）で、次にヒューマン（1,454）、そしてティーフリング（806）が続いた。